# Вяземский, Александр Иванович Глухой
Князь Александр Иванович Вяземский по прозванию Глухой — голова и опричный воевода во времена правления Ивана IV Васильевича Грозного.
Из княжеского рода Вяземские. Младший сын князя Ивана Ивановича Вяземского. Имел братьев: Ивана и воеводу Михаила по прозванию Чёрный.

## Биография
В декабре 1543 года первый воевода Передового полка в Калуге. В 1544 году воевода в Шацке, откуда послан с войском в Астрахань, а придя на Дон к Переволоку, отправлен первым воеводою с отрядом для взятия «языков». Встретившись выше Чёрного острова с астраханскими татарами разбил их и потом ещё в двух боях астраханцев победил, взяв в плен многих воинов. Получив в войска пополнение пошёл к стану царя Емгурчея, но не застал его, оставшихся татар в бою победил взяв большие трофеи. По взятии Астрахани послан для взятия земель вокруг города и покорив их возвратился в сентябре 1555 года в Москву. В 1562 году второй воевода в Торопце, и в этом же году ходил первым воеводою Передового полка из Великих Лук на Литву. В 1563 году воевода в Стародубе за городом. В сентябре 1568 года третий голова первой статьи в государевом Новгородском походе против польского короля, а после первый опричный воевода Передового полка в Калуге. В 1559 году воевода в Дорогобуже, а с августа по роспуску больших воевод, воевода Передового полка в Туле. Зимой 1567—1568 годах возглавлял отряд опричников в Дорогобуже, направленный туда «по вестям».
Погиб в Полоцке.
Имел единственного сына князя Перта Александровича Вяземского, погибшего с отцом в Полоцке.